# Загрійчук Анатолій Леонідович
 Загрійчу́к Анато́лій Леоні́дович  (15 січня 1951 — 8 лютого 2014) — український письменник, священик, педагог. Перебував у Національній спілці письменників України з 1996 р.

## Біографія
Народився 15 січня 1951 р. у м. Жмеринці на Вінниччині. Тут таки закінчив і середню школу № 5. Випускник філологічного факультету Вінницького педагогічного інституту. Служив у війську, де отримав серйозну травму, що підірвала його здоров'я. Після того 18 років вчителював у Жмеринському районі: в селах Тарасівка та Зоринці, в останньому займав посаду директора школи. Був викладачем школи та профтехучилища у  смт Браїлові. Працював директором Жмеринського районного будинку творчості школярів і юнацтва, який також розташовувався у Браїлові.

1995 року прийняв сан священика Української православної церкви. Протоієрей (від 2004 р.). Служив на парафіях Шаргородського району (в с. Лозова та Писарівка). У 2000 р. був призначений настоятелем храму Покрови Пресвятої Богородиці с. Демидівка та храму святителя Василія Великого с. Могилівка Жмеринського району.

Помер у Жмеринці 8 лютого 2014 р. Похований на монастирському цвинтарі у Браїлові.

|                      | Було завжди відчуття необхідності вилити на папір пережите, наболіле, ту думку, той настрій, що виникали в залежності від того чи іншого епізоду або періоду життя, як особистого, так і суспільного, перед очима завжди були ті вдумливі, розсудливі, прості і непрості, частіше чомусь сільські (хоча я сам виріс у місті) люди, які вчили мене, а інколи і досі вчать! – вірі. У пам’яті завжди – храм на Церковній горі у Хрестищах (тепер Миролюбівка) біля Піщанки та старовинні дерев’яні церкви у Лозовій неподалік Шаргорода, у яких хрестили, воцерковлювали, робили вивід, вінчали, сповідали, причащали, соборували, вичитували, відправляли погребіння та панахиди всім моїм найближчим рідним людям. Величний монастир у Браїлові з його древніми святинями, трагічною, на жаль, ще мало дослідженою історією. Люди тягнуться до чистого, святого, того, що не продається і не купується. І особливо зараз. У такий скрутний час. Як би це не звучало парадоксально. |
| — Анатолій Загрійчук | |

## Творчість[1]
До Бога і до поезії йшов паралельними шляхами. 1996 року прийнято до Національної спілки письменників України. Автор кількох поетичних збірок в основному філософської та релігійної тематики, роману та прозаїчних творів, у тому числі документально-біографічних, перекладів та інтерпретацій стародруків, краєзнавчих нарисів, віршів для дітей. За життя побачили світ два томи «Вибраного», з анонсованих чотирьох.

Бібліографія:

- Жарини : поезії / А. Л. Загрійчук. — Київ: Молодь, 1991. — 40 с. : фото. — ISBN 5-7720-0582-0;
- Обличчя : зб. поезій. Поема. Драматичний етюд / А. Л. Загрійчук. — Вінниця: Держ. обл . вид-во «Вінниця», 1994. — 81 с. — ISBN 5-7707-4326-3;
- І я, о Господи, чернець… : збірка поезій / А. Л. Загрійчук. — Вінниця: Континент-ПРИМ, 1996. — 79 с. — ISBN 966-516-008-7;
- Різдвяне віконечко : до двохтисячоліття Різдва Божого Дитяти: поезії / Анатолій Загрійчук. — Вінниця: Континент-ПРИМ, 1998. — 60 с. — ISBN 966-516-059-1;
- Дзвони по душі : зб. прози / А. Л. Загрійчук. — Вінниця: Книга-Вега, 2002. — 80 с. -ISBN 966-621-113-0;
- Страсна свічка у долонях : зб. поезій: До двохтисячоліття Різдва Христового від Пресвятої Богородиці з благословення владики Макарія, Митрополита Вінницького та М.-Подільського / Анатолій (отець). — Київ: Преса України, 2003. — 94 с. — ISBN 966-7084-68-X;
- Довічні сорокоусти : (дещо з історії Браїлова) [Текст] / Отець Анатолій Загрійчук. — Жмеринка: Прес-Реал, 2003. — 69 с.;
- Подільські Стожари : дещо з історії Демидівки: Оповідання, краєзнавч. нарис / А. В. Загрійчук, В. А. Загрійчук. — Жмеринка: Видання Вінницької Єпархії Української Православної Церкви, 2004. — 45 с.: фотоіл. — ISBN 966-8332-19-9;
- Ще зозуля кує… : поезії. Переклад «Слова о полку Ігоревім» / А. Л. Загрійчук. — Жмеринка: Прес-Реал, 2005. — 129 с.;
- Ще зозуля кує … : поезія. Переклад «Слова о полку Ігоревім» / А. Загрійчук. — Вінниця: ДП ДКФ, 2006. — 118 с. — ISBN 966-7151-83-2;
- Житній хліб і грудочки цукру : роман-фуга / А. Л. Загрійчук. — Вінниця: Книга-Вега, 2008. — 160 c. — ISBN 978-966-621-384-4;
- Різдвяне віконечко : поезії / Отець Анатолій. — 2-е вид., доп. — Городок: Бедрихів край, 2008. — 72 с. : іл. — ISBN 978-966-8572-21-0;
- У голубиній висі : оповід., новели / священик Анатолій Загрійчук. — Городок: Бедрихів край, 2010. — 90 с. : іл. — (Літературна бібліотека «Бедрихів край» ; 65/2010). — ISBN 978-966-8572-32-6;
- Різдвяне віконечко : вірші для дітей мол. та серед. шк. віку / свящ. Анатолій Загрійчук. — Вид. 3-тє, випр. та допов. — Вінниця: Горбачук І. П., 2011. — 115 с. : іл. — 1000 прим. — ISBN 978-966-2460-28-5;
- Золото Покрови : зб. поезій / свящ. Анатолій Загрійчук. — Вінниця: Горбачук І. П., 2011. — 111 с. — 1000 прим. — ISBN 978-966-2460-34-6;
- Ігумен Алфій : докум.-біогр. опис / Священик Анатолій Загрійчук. — Вінниця: Вид. Рогальська І. О., 2012. — 88 с. : фотогр. — ISBN 978-966-2585-60-5;
- Вибране: поезії. У 4 т. Т. 1 / Анатолій Загрійчук. — Вінниця: Діло, 2012. — 320 с. — ISBN 978-617-662-022-8;
- Вибране: поеми, переклад «Слова о полку Ігоревім», вірші для дітей, вірші поза збірками. У 4 т. Т. 2 / Анатолій Загрійчук. — Вінниця: Діло, 2013. — 218 с. — ISBN 978-617-662-064-8.

Співавтор вінницьких поетичних антологій «Калиновий цвіт» (1991), «Благовіст» (1992), «Миле серцю Поділля» (2006) та ін.

|                | Поезії Анатолія Загрійчука завжди оповиті щирими почуття, наповнені духовністю, моральністю та порядністю. Усе, що виходить з-під пера автора, продовжує дуже давню традицію красного письменства. Його поезія наповнена вірою у силу народу, прагненням до добра та справедливості. Вірші отця Анатолія мають здатність залишати після себе в читацькій пам’яті незабутній настрій. Вони прості, зрозумілі й часом навіть розмовно-прозорі. Читаючи ці поезії, проймаєшся вірою у краще майбутнє, переймаєшся минулим і болісним і переживаєш за сучасне. Словом, життя постає як життя: у світлі й тінях, у величному і трагічному, в ліриці й буденщині. |
| — Леонід Куций | |

- Літературно-мистецька премія «Кришталева вишня» (2014)[7]

## Галерея
|                                           |
| Обкладинка книги «У голубиній висі», 2010 |

|                                       |
| Обкладинка книги «Ігумен Алфій», 2012 |

|                                        |
| Обкладинка книги «Вибране», Т. 1, 2012 |

|                                        |
| Обкладинка книги «Вибране», Т. 2, 2013 |